# Bielorussia ai Giochi olimpici
La Bielorussia partecipa ai Giochi olimpici dall'edizione invernale del 1994; il debutto ai Giochi estivi è avvenuto due anni dopo, e da allora i suoi atleti hanno partecipato a tutte le edizioni. In precedenza i bielorussi gareggiavano sotto le bandiere dell'Unione Sovietica; nel 1992 hanno fatto parte della Squadra Unificata.
La Bielorussia ha vinto un totale di 114 medaglie, 94 delle quali nelle edizioni estive e 20 in quelle invernali.
Il Comitato Olimpico Nazionale Bielorusso, fondato nel 1991, venne riconosciuto dal CIO nel 1993.
Nel 2024 è stata squalificata a causa del Conflitto russo-ucraino e i suoi atleti hanno potuto partecipare, se ricevuta autorizzazione dalla federazione mondiale di appartenenza, sotto la bandiera degli Atleti Individuali Neutrali.

## Medagliere storico

### Giochi estivi
| Giochi              | Oro | Argento | Bronzo | Totale |
| ------------------- | --- | ------- | ------ | ------ |
| 1996 Atlanta        | 1   | 6       | 8      | 15     |
| 2000 Sydney         | 3   | 3       | 11     | 17     |
| 2004 Atene          | 2   | 6       | 7      | 15     |
| 2008 Pechino        | 4   | 5       | 10     | 19     |
| 2012 Londra         | 2   | 5       | 5      | 12     |
| 2016 Rio de Janeiro | 1   | 4       | 4      | 9      |
| 2020 Tokyo          | 1   | 3       | 3      | 7      |
| Totale              | 14  | 32      | 48     | 94     |

### Giochi invernali
| Giochi              | Oro | Argento | Bronzo | Totale |
| ------------------- | --- | ------- | ------ | ------ |
| 1994 Lillehammer    | 0   | 2       | 0      | 2      |
| 1998 Nagano         | 0   | 0       | 2      | 2      |
| 2002 Salt Lake City | 0   | 0       | 1      | 1      |
| 2006 Torino         | 0   | 1       | 0      | 1      |
| 2010 Vancouver      | 1   | 1       | 1      | 3      |
| 2014 Soči           | 5   | 0       | 1      | 6      |
| 2018 Pyeongchang    | 2   | 1       | 0      | 3      |
| 2022 Pechino        | 0   | 2       | 0      | 2      |
| Totale              | 8   | 7       | 5      | 20     |

## Medagliere per sport

### Sport estivi
| Sport              | Oro | Argento | Bronzo | Totale |
| ------------------ | --- | ------- | ------ | ------ |
| Atletica leggera   | 4   | 6       | 9      | 19     |
| Canoa/kayak        | 2   | 2       | 3      | 7      |
| Canottaggio        | 2   | 1       | 4      | 7      |
| Sollevamento pesi  | 1   | 3       | 6      | 10     |
| Tiro               | 1   | 2       | 4      | 7      |
| Judo               | 1   | 0       | 1      | 2      |
| Tennis             | 1   | 0       | 1      | 2      |
| Ginnastica         | 0   | 4       | 6      | 10     |
| Lotta              | 0   | 3       | 5      | 8      |
| Nuoto              | 0   | 2       | 0      | 2      |
| Pugilato           | 0   | 2       | 0      | 2      |
| Ciclismo           | 0   | 0       | 1      | 1      |
| Pentathlon moderno | 0   | 0       | 1      | 1      |

### Sport invernali
| Sport                   | Oro | Argento | Bronzo | Totale |
| ----------------------- | --- | ------- | ------ | ------ |
| Freestyle               | 1   | 1       | 2      | 4      |
| Biathlon                | 0   | 2       | 2      | 4      |
| Pattinaggio di velocità | 0   | 1       | 0      | 1      |